# Isanthrene porphyria
Isanthrene porphyria är en fjärilsart som beskrevs av Walker 1854. Isanthrene porphyria ingår i släktet Isanthrene och familjen björnspinnare. Inga underarter finns listade i Catalogue of Life.